# King Vidor
King Wallis Vidor (Galveston, Texas, 8 de febrer de 1894 - Paso Robles, Califòrnia, 1 de novembre de 1982) fou un director de cinema estatunidenc, màxim exponent del cinema social de les dècades de 1920 i 1930. Quan era adolescent va treballar en un cinema local com a projeccionista, durant els mesos que va durar aquest treball va adquirir passió pel cinema i va admirar el treball de D. Wark Griffith.
El seu primer treball a Hollywood fou el 1919 amb The Turn in the Road. El reeixit film Peg o' My Heart del 1922 li va valer un contracte de llarga durada amb MGM. Cinc vegades nominat al Premi Oscar, va rebre un premi honorífic el 1979.
Destaca sobretot pel to grandiós amb què sabé dotar els seus films, sovint dramàtiques epopeies sobre l'aventura humana i el seu destí. Un dels seus temes més recurrents era l'home contra la massa, allò individual contra el col·lectiu. De la seva obra, desigual, destaquen La gran desfilada (1925), The Crowd (1928), Al·leluia! (1929), Billy the Kid (1930), Our Daily Bread (1934), Duel in the Sun (1946), The Fountainhead (1949), Guerra i pau (1956) i Salomó i la reina de Sabà (1959).

## Biografia
King Vidor tenia orígens hongaresos per part del pare, que procedia d'una família adinerada que es dedicava a la fusta a Texas (on ell va néixer el 8 de febrer de 1894) i va aconseguir una fortuna amb els negocis. King Vidor va entrar a l'Acadèmia Militar de Sant Antonio, i després va ingressar al col·legi de Fort Deposit.
Quan tenia quinze anys va veure la seva primera pel·lícula. Es tractava de Viatge a la lluna de George Méliès, la van projectar a la Grand Opera House de Galveston. Aquests anys coincidien amb l'arribada de la indústria cinematogràfica als Estats Units, en aquell moment només hi havia una sala de cine a la seva ciutat, la sala The Globe, i va ser allà on va aconseguir el seu primer treball com a acomodador. Això li va permetre veure durant un estiu sencer tota mena de pel·lícules i va despertar en ell l'interès per aquest art.
Amb els seus amics van aconseguir fabricar una primitiva càmera de cinema amb la qual va gravar la seva primera peça coneguda: Hurricane in Galveston (1913). Es tractava d'un petit fragment documental que mostrava el desastre ocasionat pel pas d'un huracà per la seva ciutat. Gràcies a això va poder obtenir un contracte amb Mutual Weekly, on feia un setmanari d'actualitats. En aquesta nova feina va anar aprenent a dominar la utilització de la càmera i va rodar una important desfilada militar amb molta proesa; la cinta va fer la volta al món. L'estètica d'aquesta petita filmació l'influiria posteriorment en la seva famosa obra The Big Parade (1925), en la qual utilitza un enquadrament similar per mostrar-nos el pas inexorable de l'exèrcit cap a la guerra.
Amb el seu soci Boggs, van escriure i rodar la seva primera pel·lícula A remolque, que tractava sobre un circuit de carreres que celebrava cada any un campionat, van aprofitar això com a decorat real i els actors no eren professionals. En el repartiment hi havia Florence Vidor, la seva primera esposa.
A partir d'aquí va decidir traslladar-se a Hollywood juntament amb Florence. Van fer el viatge amb un Ford T i per finançar-lo va anar rodant fragments que enviaria a la Ford Motor Company. Quan va arribar a Los Angeles va començar buscant qualsevol tipus de feina relacionada amb el món del cinema, així doncs va treballar en diverses àrees i va poder veure al seu referent, D. W. Griffith treballant al seu estudi.
Va escriure desenes de guions abans de fer el seu primer llargmetratge The Turn in the Road inspirat en la recerca de la veritat, va ser finançat per un grup de metges i comptava amb cinc rodets de pel·lícula. Es va rodar a la fi de l'any 1918 i va ser estrenada el 8 de març de 1919. Gràcies a l'èxit d'aquesta producció, Vidor va cridar l'atenció de les grans productores però no va acceptar cap contracte aquell any perquè sentia que devia restar amb els que li van donar suport fins a compensar-los adequadament el favor. Va continuar fent pel·lícules i fins i tot va obrir el seu propi estudi a Hollywood, la «Vidor Village».
Durant aquells anys era freqüent que Florence Vidor actués a les seves pel·lícules. L'any 1922 gràcies a Peg o' My Heart va aconseguir un contracte de llarga durada amb la MGM (Metro Golden Mayer), en aquesta pel·lícula l'actriu principal però, va ser Laurette Taylor, tota una estrella del moment.
El 1924, King Vidor i la seva es van divorciar i van continuar les seves carreres per vies separades.
L'any 1925 va realitzar el seu primer gran èxit, una gran producció que va donar prestigi a la MGM, es tractava de The Big Parade. La cinta tractava de la guerra, un jove americà d'una família benestant (John Gilbert) s'allista a files durant la Primera Guerra Mundial i és enviat a França, on s'enamorarà d'una jove pagesa (Renée Adorée). Vidor va dirigir la pel·lícula amb un to realista i humanista, com una crítica al conflicte armat des dels ulls d'un testimoni que no té cap idiologia definida, sinó que es mou per amor. La pel·lícula va ser un èxit en taquilla durant mesos, justament el que King Vidor volia perquè en aquella època els films solien aguantar només una setmana als cinemes.
A partir d'aquí, Vidor va entrar a ser un nom important dins l'elit de Hollywood, va establir relació amb grans noms, com ara Lillian Gish, amb qui va treballar a La vida bohèmia; Greta Garbo o el seu productor Irving Thalberg. L'any 1926 es va casar amb l'actriu Eleanor Boardman. Després de l'èxit de The Big Parade, Thalberg li va preguntar quina idea tenia per a la seva nova pel·lícula, Vidor li va dir que volia parlar sobre la història d'un home de classe mitjana americà enfrontant-se als problemes quotidians i lluitant contra els seus iguals dins d'una gran massa de gent. Era un tema allunyat del que s'acostumava a veure a Hollywood,però Thalberg va estar-hi d'acord i The Crowd (Y el mundo marcha) (1928) va tirar endavant. La història tenia un to realista i social molt accentuat, l'actor era un figurant que Vidor va trobar de casualitat (James Murray).

## Filmografia
- Hurricane in Galveston (1913)
- The Grand Military Parade (1913)
- The Lost Lie (1918)
- Bud's Recruit (1918)
- The Chocolate of the Gang (1918)
- Tad's Swimming Hole (1918)
- The Accusing Toe (1918)
- I'm a Man (1918)
- The Turn in the Road (1919)
- Better Times (1919) (com King W. Vidor)
- The Other Half (1919) (com King W. Vidor)
- Poor Relations (1919)
- The Family Honor (1920) (com King W. Vidor)
- The Jack-Knife Man (1920)
- The Sky Pilot (1921)
- Love Never Dies (1921)
- The Real Adventure (1922)
- Dusk to Dawn (1922)
- Conquering the Woman (1922)
- Peg o' My Heart (1922)
- The Woman of Bronze (1923)
- Three Wise Fools (1923)
- Wild Oranges (1924)
- Happiness (1924)
- Wine of Youth (1924)
- His Hour (1924)
- The Wife of the Centaur (1924)
- Proud Flesh (1925)
- La gran desfilada (The big parade) (1925)
- La Bohème (1926)
- Bardelys the Magnificent (1926)
- The Crowd (1928)
- The Patsy, també coneguda per The Politic Flapper (1928)
- Show People (1928)
- Al·leluia! (Hallelujah!) (1929)
- Not So Dumb (1930)
- Billy the Kid (1930)
- Street Scene (1931)
- El campió (The champ) (1931)
- Ocell del paradís (Bird of paradise) (1932)
- Cynara (1932)
- The Stranger's Return (1933)
- Our Daily Bread (1934)
- Nit nupcial (The wedding night) (1935)
- So Red the Rose (1935)
- The Texas Rangers (1936)
- Stella Dallas (1937)
- The Citadel (1938)
- El pas del nord-oest (Northwest passage) (1940)
- Camarada X (Comrade X) (1940)
- H. M. Pulham, Esq. (1941)
- An American Romance (1944)
- Duel in the Sun (1946)
- On Our Merry Way (1948)
- The Fountainhead (1949)
- Beyond the Forest (1949)
- Lightning Strikes Twice (1951)
- Japanese War Bride (1952)
- Ruby Gentry (1952)
- Light's Diamond Jubilee (1954) (TV)
- Un home sense estrella (Man without a star) (1955)
- Guerra i pau (War and peace) (1956)
- Salomó i la reina de Saba (Solomon and Sheba) (1959)
- The Metaphor (1980)